# 秀章
秀章（ひであき）は、日本のライトノベル作家・小説家、ソーシャルゲームのシナリオライター。
11月1日生まれ。うさぎ年。

## 来歴
2010年、デビュー作である『脱兎リベンジ』が、第5回小学館ライトノベル大賞にて「ガガガ賞」を受賞。
2011年7月、小学館ガガガ文庫より『脱兎リベンジ』が発売され、作家デビュー。
デビュー作の『脱兎リベンジ』は、「このライトノベルがすごい! 2012年」にて38位にランクイン、「みんなで選ぶベストラノベ2011」新人部門において第1位を受賞するなど、一定の評価を得る。

## 作品
- 『脱兎リベンジ』（ガガガ文庫、イラスト：ky、2011/7/20、単巻）
- 『空知らぬ虹の解放区』（ガガガ文庫、イラスト：綾歌リュウイチ、2012/5/18 - 2013/2/19、全2巻）
- 『GランDKとダーティ・フェスタ』（ガガガ文庫、イラスト：榎本ひな、2014/9/18、単巻）
- 『サークルクラッシャーのあの娘、ぼくが既読スルー決めたらどんな顔するだろう』（角川スニーカー文庫、イラスト：R_りんご、2016/11/1 - 2017/3/1、全2巻）
- 『先日助けていただいたNPCです 〜年上な奴隷エルフの恩返し〜』（ガガガ文庫、イラスト：藻、2019/7/18 - 、既刊2巻）
- 『ヤンキーやめろ。メイドにしてやる』（講談社ラノベ文庫、イラスト：紅林のえ、2020/2/2、単巻）
- 『カレコレ Novelizations』（ガガガ文庫、イラスト：八三、原作：比企能博/Plott、2024/9/18、単巻）